# Rafael Payare
Rafael Payare (* 1980 Puerto la Cruz, Venezuela) je venezuelský dirigent a hornista.

## Životopis
Narodil se v roce 1980. V mládí absolvoval venezuelský program El Sistema. Jeho rodiči jsou již zesnulí Trina Torres de Payare a Juan R. Payare. V roce 2004 začal studium dirigování na Universidad Nacional Experimental de las Artes ve Venezuele pod vedením José Antonio Abreu. Po studiích dirigoval významné venezuelské orchestry a s orchestrem Simóna Bolívara se zúčastnil mnoha turné a nahrávání. Byl rovněž vedoucím skupiny lesních rohů a setkal se s uznávanými dirigenty jako jsou Simon Rattle, Lorin Maazel či Claudio Abbado (spolupráce na Symfonii č.6 Petra Iljiče Čajkovského).
Spolupracoval také se sólisty jako jsou Daniil Trifonov, Jonathan Biss nebo Jean-Yves Thibaudet. Od roku 2014 je šéfdirigentem a od roku 2016 hudebním ředitelem Ulster Orchestra, od roku 2017 čestným hostujícím dirigentem krakovského orchestru Sinfonietta Cracovia. Operu poprvé dirigoval v roce 2015 (Madam Butterfly v Royal Swedish Opera). V květnu 2012 získal první cenu v Malkově mezinárodní dirigentské soutěži a v červenci téhož roku byl osobně pozván Lorinem Maazelem, aby dirigoval na jeho festivalu v Castletonu ve Virginnii. Od roku 2015 je jeho šéfdirigentem.
Spolupracuje také s Krzysztofem Penderecki, který ho v roce 2013 pozval dirigovat některé koncerty na oslavu svých 80. narozenin, tam potkal osobnosti jako jsou Valerij Gergijev nebo Charles Dutoit.
Jeho manželkou je od roku 2013 violoncellistka Alisa Weilerstein.
| „                       | Bezpochyby vynikající dirigent vskutku mimořádného významu | “ |
| — Michael Bastian Weiss |                                                            |   |